# Cristoforo Negri
Cristoforo Negri (Milà, 13 de juny de 1809 - Florència, 18 de febrer de 1896) va ser un escriptor i polític italià. Negri va estudiar a Pavia, Graz, Praga i Viena. Després ensenyà les ciències polítiques a la Universitat de Pàdua. Va formar part del govern de Gioberti el 1848. Després de la Battalla de Novara esdevingué diplomàtic i va treballar al ministeri d'afers exteriors durant els governs de Massimo D'Azeglio, Urbano Rattazzi i Camillo Benso di Cavour. El 1874 fundà la Societat Geogràfica Italiana, de la qual va ser el primer president de 1867 a 1872.
Fou cònsol general a Hamburg de 1873 a 1874 i després es va retirar a Torí.
El 1884 participà en la conferència per a la construcció del Canal de Panamà i també com a delegat italià a la Conferència de Berlín.

## Obres

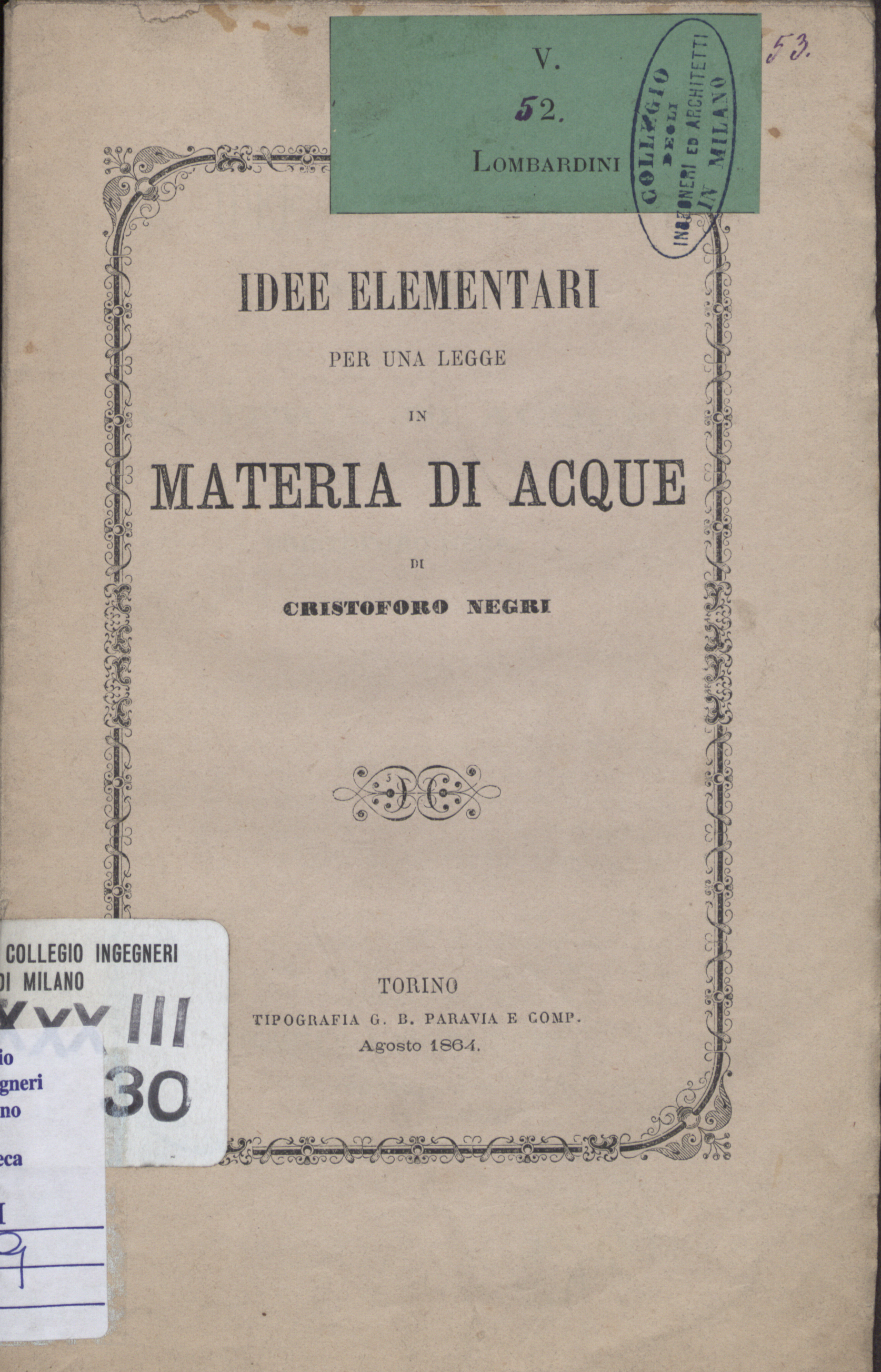
Idee elementari per una legge in materia di acque (1864)

- Memorie storico-politiche dei Greci e dei Romani (1842).
- La grandezza italiana, studi, confronti e desiderii (1864)
- Idee elementari per una legge in materia di acque (1864)
- La storia politica dell'antichità (1866)
- Due mesi di escursione alle coste Belgiche, Olandesi e Germaniche: ricordi e riflessioni. (1871)
- I passati viaggi antartici e l'ideata spedizione italiana: Riflessi. (1880)
- Le memorie di Giorgio Pallavicino (1882)